# Nikolái Kibálchich

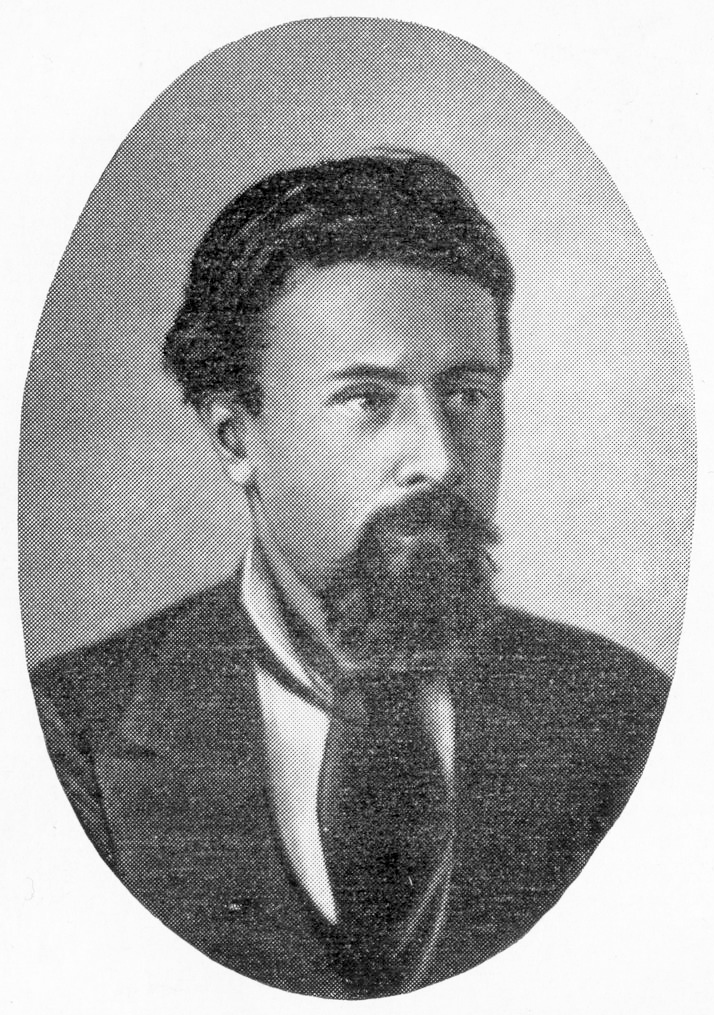
Nikolái Kilbálchich, 1853-1881.

Nikolái Ivánovich Kibálchich (en ruso: Кибальчич, Николай Иванович), nacido el 31 de octubre (19 de octubre en el calendario juliano) de 1853 en la Gobernación de Chernígov y fue ejecutado el 15 de abril (3 de abril en el calendario juliano) de 1881 en San Petersburgo acusado de participar en el asesinato de Alejandro II. Fue un revolucionario ruso, el principal experto en explosivos de Naródnaya Volia (Voluntad del pueblo), y uno de los pioneros de la cohetería rusa. Fue el padrino del revolucionario Victor Serge.

## Primeros años
Nació en Kórop, en la Gobernación de Chernígov (parte del Imperio ruso, hoy en día Ucrania), y fue hijo de un sacerdote ortodoxo. En 1864 entró en el gymnasium y despuès en el seminario. Luego regresó a la escuela secundaria y se graduó con medalla de plata varios años después. En 1871 entró en la Universidad Estatal de Ingenieros de Caminos de San Petersburgo, donde trabajó en la experimentación del motor cohete, y en 1873 en la Academia Médico-quirúrgica.

## Investigación científica y actividad política
En 1875, Kibálchich fue detenido por prestar un libro prohibido a un campesino. Estuvo tres meses en prisión antes de ser condenado a dos meses de reclusión.
Se afilió a la Naródnaya Volia, siendo su principal experto en explosivos. En marzo de 1881, fue acusado de tomar parte en el asesinato de Alejandro II. 
Nikolái Kibálchich, junto con sus ayudantes, el teniente de la marina Nikolái Sujánov y Mijaíl Grachevski, trabajaron toda la noche del 29 de febrero preparando la carcasa de los cohetes. Los miembros de la Naródnaya Volia debían de actuar rápido. Andréi Zheliábov, que era uno de los que iban a lanzar el cohete para atentar contra el Emperador Alejandro II, fue arrestado a la víspera, el 27 de febrero. Lo planeado era que, si el Zar sobrevivía a la explosión, Zheliábov lo asesinaría con una daga. La detención de Zheliábov la víspera, fue una total sorpresa, a pesar de los rumores de intensa actividad policial. Los miembros de la Naródnaya Volia no fueron advertidos de esto, ya que la habitual fuente de información era Nikolái Klétochnikov, funcionario ayudante del Tercer Departamento (seguridad), poseedor de la Orden de San Stanislav, pero había sido detenido a finales de enero.
Para la mañana del 1 de marzo, cuatro proyectiles estaban listos. Uno de ellos asesinó a Alejandro II, en el embarcaderno del Canal Ekaterinski de San Petersburgo. Kibálchich fue detenido el 17 de marzo.
"Cuando sus hombres fueron a ver a Kibálchich al ser nombrados para su defensa," dijo V.N. Gerard en su declaración al Comité Especial del Senado, "estaba sorprendido sobre todo del hecho que su mente estaba ocupada con algo completamente distinto que no era el juicio. Se le veía inmerso en una investigación sobre un cohete aeronáutico; tenía la fijación en la posibilidad de escribir sus cálculos matemáticos sobre su descubrimiento. Lo escribió y envió a las autoridades".
En una nota escrita en la celda de la prisión, Kibálchich hizo la propuesta de un aparato aéreo navegable por chorro de aire. Examinó el diseño del motor cohete con pólvora, controlando el vuelo cambiando el ángulo del motor. La nota de propuesta está fechada el 23 de marzo. Su trabajo científico estaba desarrollado literalmente a las puertas de la muerte.
El 26 de marzo, el general Komarov, jefe del Departamento de Gendarmería, informó al departamento de Policía: "siguiendo la petición de Nikolái Kibálchich, el hijo del predicador, que ha sido acusado de alta traición, tengo el honor de presentarle su diseño del aparato aeronáutico.".
En una breve nota escrita en el informe, decía: "Para ser archivado el 1 de marzo y darlo a los científicos para su consideración difícilmente sería viable desde que solo generará un parloteo sin sentido." El diseño de Kibálchich fue puesto en un sobre, sellado y archivado. El inventor dijo que su diseño sea entregado a los científicos para su revisión.
Kibálchich esperó la respuesta. El mes de marzo llegaba a su fin, y dos días antes de la ejecución, el 31 de marzo Kibálchich escribió solicitando la dirección del Ministerio del Interior: "Para informar a su Excelencia, mi diseño es un aparato aeronáutico que he enviado para la consideración del comité técnico; podría su excelencia ordenar que se permita encontrarse con alguno de los miembros del comité para los asuntos del diseño, y que no sea después de mañana por la mañana, o como muy tarde, recibir una respuesta escrita de alguno de los expertos que hubiesen examinado mi diseño, no más tarde de mañana. También solicito a su excelencia, permiso para que, antes de morir, encontrarme con mis camaradas de juicio, o al menos con Zheliábov y Peróvskaya." Todas sus solicitudes fueron ignoradas.

## Ejecución
A las 7:50 de la mañana de un soleado día de primavera del 3 de abril, salieron en dos "carros de la vergüenza" de la prisión de la calle Shpalérnaya, con los condenados a muerte. En el primer carro iba Nikolái Rysakov, que lanzó la primera bomba al coche del Emperador Alejandro II, pero luego traicionó a sus camaradas en el interrogatorio posterior a su detención. Kibálchich, Sofía Peróvskaya, Andréi Zheliábov y Timoféi Mijáilov iban en el segundo. Los condenados iban atados a sus asientos, y con una placa colgada al pecho con la inscripción en blanco: "Un regicida".
Todos ellos murieron en la horca poco después, ese mismo día 3 de abril. Kibálchich, tuvo fe en sus descubrimientos hasta el último momento, muriendo como inventor a sus 27 años. Sus descubrimientos fueron archivados, y solo en 1917 fueron redescubiertos sus manuscritos por Nikolái Rynin, siendo publicados en 1918 por la revista de historia Bylóie (en ruso: «Былое», pasado). 
En 1891, ideas similares fueron desarrolladas independientemente por el ingeniero alemán Hermann Ganswindt. Después de la Segunda Guerra Mundial, Stan Ulam propuso un esquema de propulsión nuclear que fue estudiado en el Proyecto Orión.

## Legado
El sueño del aparato volador le fue robado por la muerte al científico Kibálchich
Dejó escrito las posibilidades de la combustión de sustancias explosivas, pudiendo liberar una gran cantidad de gases produciendo una enorme energía, y pudiéndose generar durante un periodo de tiempo.

## Eponimia
- El cráter lunar Kibal'chich lleva este nombre en su memoria.[3]